# ディラン (2007年のアルバム)
『ディラン』（DYLAN）は、2007年にリリースされたボブ・ディランのベスト・アルバム。1CDシングル・ディスク版（初回のみボーナスディスク付属2CD）と3CDデラックス・エディションがリリースされた。
1CD版は、リリース第1週に米国で20,000枚以上を売り上げビルボード200でチャート初登場最高36位、全英アルバム・チャートで10位、日本のオリコンで102位を記録した。3CDデラックス・エディションは、ビルボード200で初登場最高93位、オリコンで54位を記録した。

## 収録曲
特記なき楽曲は、作詞・作曲: ボブ・ディラン

### 1CD
日本盤は『ディラン・ザ・ベスト』のタイトル
1. 風に吹かれて - Blowin' in the Wind – 2:47
2. 時代は変る - The Times They Are a-Changin' – 3:13
3. サブタレニアン・ホームシック・ブルース - Subterranean Homesick Blues – 2:20
4. ミスター・タンブリン・マン - Mr. Tambourine Man – 5:26
5. ライク・ア・ローリング・ストーン - Like a Rolling Stone – 6:09
6. マギーズ・ファーム - Maggie's Farm – 3:56
7. 寂しき4番街 - Positively 4th Street – 3:54
8. 女の如く - Just Like a Woman – 4:51
9. 雨の日の女 - Rainy Day Women #12 & 35 – 4:36
10. 見張塔からずっと - All Along the Watchtower – 2:33
11. レイ・レディ・レイ - Lay, Lady, Lay – 3:19
12. 天国への扉 - Knockin' on Heaven's Door – 2:33
13. ブルーにこんがらがって - Tangled Up in Blue – 5:42
14. ハリケーン - Hurricane – 8:34
  - 作詞・作曲: ディラン、ジャック・レヴィ（Jacques Levy）
15. メイク・ユー・フィール・マイ・ラヴ - Make You Feel My Love – 3:33
16. シングス・ハヴ・チェンジド - Things Have Changed – 5:09
17. サムデイ・ベイビー - Someday Baby – 4:56
18. フォーエヴァー・ヤング（スロー） - Forever Young (Slow) – 4:55

### 初回限定ボーナス・ディスク
1. 我が道を行く (Mark Ronson Mix) - Most Likely You Go Your Way (And I'll Go Mine) (Mark Ronson Remix) – 3:41
2. 我が道を行く - Most Likely You Go Your Way (And I'll Go Mine) Original Version – 3:29
3. 入江にそって - Down Along the Cove – 6:08
日本盤のみのボーナス・トラック、2004年ライブ

### 3CD

#### Disc 1
1. ウディに捧げる歌 - Song to Woody – 2:42
2. 風に吹かれて - Blowin' in the Wind – 2:48
3. 戦争の親玉 - Masters of War – 4:33
4. くよくよするなよ - Don't Think Twice, It's All Right – 3:39
5. はげしい雨が降る - A Hard Rain's A-Gonna Fall – 6:51
6. 時代は変る - The Times They Are a-Changin' – 3:14
7. オール・アイ・リアリー・ウォント - All I Really Want to Do – 4:05
8. マイ・バック・ペイジズ - My Back Pages – 4:23
9. 悲しきベイブ - It Ain't Me, Babe – 3:34
10. サブタレニアン・ホームシック・ブルース - Subterranean Homesick Blues – 2:19
11. ミスター・タンブリン・マン - Mr. Tambourine Man – 5:26
12. マギーズ･ファーム - Maggie's Farm – 3:56
13. ライク・ア・ローリング・ストーン - Like a Rolling Stone – 6:09
14. イッツ・オール・オーバー・ナウ、ベイビー・ブルー - It's All Over Now, Baby Blue – 4:14
15. 寂しき4番街 - Positively 4th Street – 3:54
16. 雨の日の女 - Rainy Day Women #12 & 35 – 4:35
17. 女の如く - Just Like a Woman – 4:52
18. 我が道を行く - Most Likely You Go Your Way (And I'll Go Mine) – 3:29
19. 見張塔からずっと - All Along the Watchtower – 2:31

#### Disc 2
1. どこにも行けない - You Ain't Goin' Nowhere – 2:44
2. レイ・レディ・レイ - Lay, Lady, Lay – 3:19
3. イフ・ノット・フォー・ユー - If Not for You – 2:41
4. アイ・シャル・ビー・リリースト - I Shall Be Released – 3:03
5. 天国への扉 - Knockin' on Heaven's Door – 2:31
6. こんな夜に - On a Night Like This – 2:58
7. いつまでも若く - Forever Young – 4:56
8. ブルーにこんがらがって - Tangled Up in Blue – 5:41
9. 運命のひとひねり - Simple Twist of Fate – 4:17
10. ハリケーン - Hurricane – 8:34
  - 作詞・作曲: ディラン、ジャック・レヴィ（Jacques Levy）
11. チェンジング・オブ・ザ・ガード - Changing of the Guards – 6:34
12. ガッタ・サーヴ・サムバディ - Gotta Serve Somebody – 5:24
13. プレシャス・エンジェル - Precious Angel – 6:33
14. ザ・グルームズ･スティル・ウェイティング・アット・ジ・オルター - The Groom's Still Waiting at the Altar – 4:05
15. ジョーカーマン - Jokerman – 6:17
16. ダーク・アイズ - Dark Eyes – 5:07

#### Disc 3
1. ブラインド・ウイリー・マクテル - Blind Willie McTell – 5:54
2. ブラウンズヴィル・ガール - Brownsville Girl – 11:05
  - 作詞・作曲: ディラン、サム・シェパード
3. シルヴィオ - Silvio – 3:07
  - 作詞・作曲: ディラン、ロバート・ハンター（Robert Hunter）
4. 鐘を鳴らせ - Ring Them Bells – 3:01
5. ディグニティ - Dignity – 5:37
オルタネイト・バージョン、同『ザ・ベスト・オブ・ボブ・ディラン VOL.2』収録
6. エヴリシング・イズ・ブロークン - Everything Is Broken – 3:15
7. アンダー･ザ･レッド･スカイ - Under the Red Sky – 4:10
8. 別れるっていうんだね - You're Gonna Quit Me – 2:48
  - トラディショナル、編曲: ディラン
9. ブラッド・イン・マイ・アイズ - Blood in My Eyes – 5:04
  - トラディショナル、編曲: ディラン
10. ノット・ダーク・イェット - Not Dark Yet – 6:30
11. シングス・ハヴ・チェンジド - Things Have Changed – 5:09
12. メイク・ユー・フィール・マイ・ラヴ - Make You Feel My Love – 3:34
13. ハイ・ウォーター - High Water (For Charley Patton) – 4:04
14. ポー・ボーイ - Po' Boy – 3:07
15. サムディ・ベイビー - Someday Baby – 4:56
16. ホエン・ザ・ディール・ゴーズ・ダウン - When the Deal Goes Down – 5:01

### ダウンロード版ボーナス・トラック
1. Most Likely You Go Your Way (And I'll Go Mine) (Mark Ronson Remix) – 3:41
2. Blowin' In the Wind (live) – 7:10
3. Tryin' to Get to Heaven (live) – 5:09
4. Can't Wait (live) – 5:56

## ニュー・リミックス
このアルバムのプロモーションとして、エイミー・ワインハウスやリリー・アレン、クリスティーナ・アギレラといったアーティストを手がけていたマーク・ロンソン（Mark Ronson）が「我が道を行く」をリミックスし、シングルとしてリリースされた。このリミックス・バージョンは通常盤には収録されていないが、プロモーション・クリップはアルバムのオフィシャル・ウェブサイトなどで視聴することができる。

## リリース
日本
| 日付           | タイトル             | レーベル | 規格 | カタログ番号        | 付記 |
| -------------- | -------------------- | -------- | ---- | ------------------- | --- |
| 2007年10月24日 | DYLAN                | ソニー   | 3CD  | SICP-1553･1554･1555 | 8,000セット限定、2007年新規リマスター、布張りカバーのデラックス・エディション仕様、10枚組の限定ポストカード付 |
| 2007年10月24日 | ディラン・ザ・ベスト | ソニー   | CD   | SICP-1556           | 2007年新規リマスター、初回生産分のみ抽選特典「ディラン・ハーモニカ」応募券貼付                                |
| 2007年10月24日 | ディラン・ザ・ベスト | ソニー   | 2CD  | SICP-1622･1623      | 初回生産限定ボーナスCD付2枚組、2007年新規リマスター、初回生産分のみ抽選特典「ディラン・ハーモニカ」応募券貼付 |